# دونكان فوربس
دونكان فوربس (بالإنجليزية: Duncan Forbes)‏ (19 يونيو 1941 بإدنبرة في المملكة المتحدة - 23 أكتوبر 2019) هو لاعب كرة قدم بريطاني في مركز قلب الدفاع. لعب مع كولتشستر يونايتد ونادي توركي يونايتد ونورويتش سيتي ونادي ديس تاون ‏ وغريت يارموث تاون ‏ وموسيلبيرج أثليتيك ‏.

## وصلات خارجية
- دونكان فوربس على موقع قاعدة بيانات كرة القدم.إي يو (الإنجليزية)